# バーティナ地方
バーティナ地方（バーティナちほう、アラビア語: محافظة الباطنة Al Batinah Region）は、オマーンを構成していた地方（ミンタカ）のひとつ。2011年に北バーティナ行政区と南バーティナ行政区に分割され消滅した。首府はソハール。国土の北部に位置し、オマーン湾と接する。人口は約77.2万人（2010年）と、首都マスカットが所属しているマスカット特別行政区（約人口77.5万人）と同じぐらい多かった。

## 下位区分
バーティナ地方は、12の州（ウィラーヤ）に分かれていた。
- 現在の北バーティナ行政区
  - ソハール
  - シナース（アラビア語版、英語版）
  - リワー（アラビア語版、英語版）
  - サハム（アラビア語版、英語版）
  - アル・ハーブーラ（アラビア語版）
  - スワイク（アッ・スワイク）

- 現在の南バーティナ行政区
  - ルスターク（アラビア語版、英語版）
  - アル・アワービー（アラビア語版、英語版）
  - バルカーウ（アラビア語版、英語版）
  - アル・ムサンナア（アラビア語版）
  - ナハル（アラビア語版、英語版）
  - ワーディー・アル・マアーウィル（アラビア語版）